# North Royalton (Ohio)
North Royalton est une ville située dans le comté de Cuyahoga, dans l'État de l'Ohio, aux États-Unis. Elle se trouve dans la banlieue sud de Cleveland.
Sa population était estimée à 30 444 habitants lors du recensement de 2010, ce qui donne une densité de 519,6 hab/km2.

## Histoire
Originellement incorporer en tant que village en 1927, North Royalton obtient le statut de ville en 1961.